# Clouds House

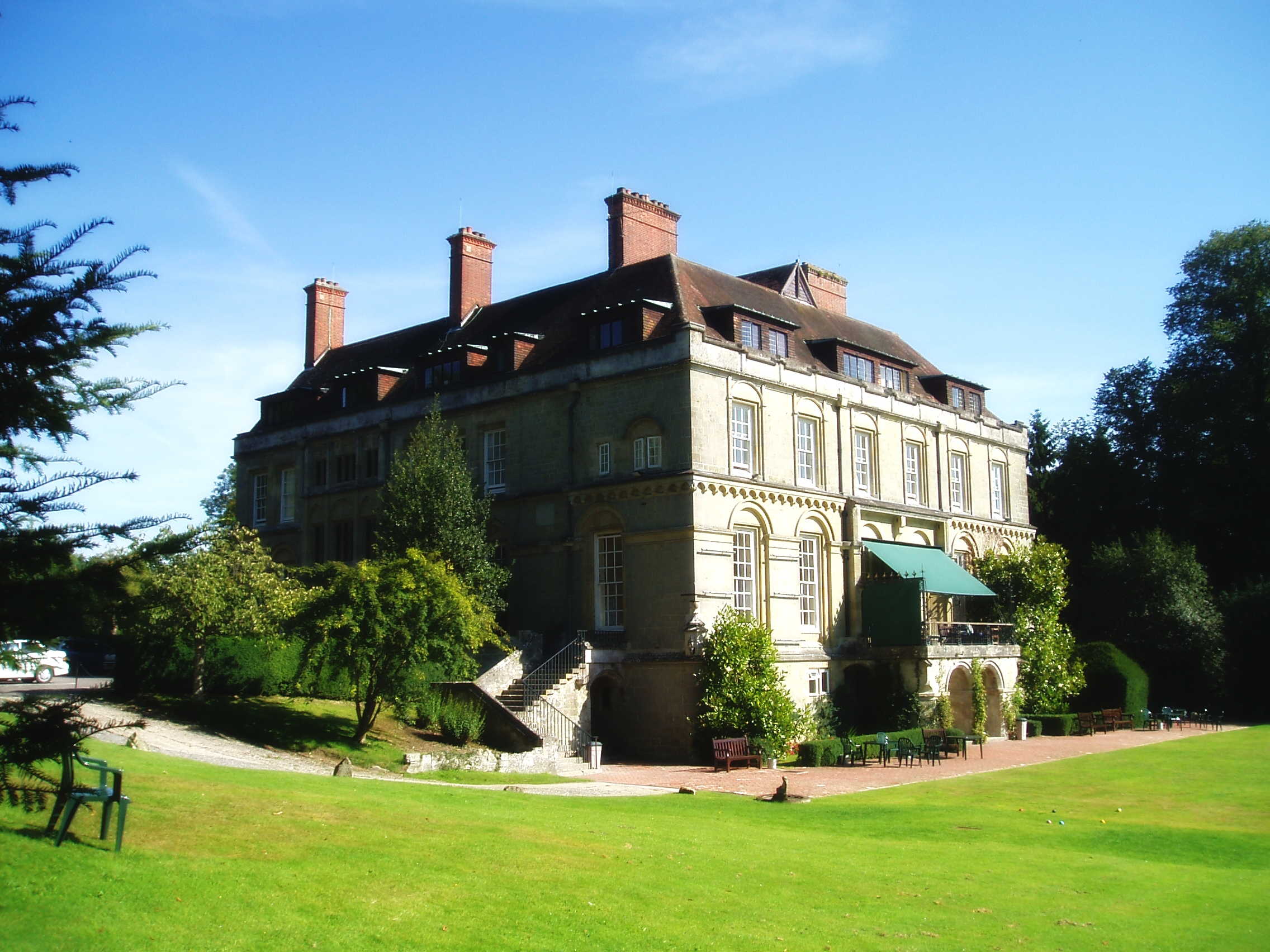
Clouds House, Gartenansicht gesehen von Südwesten

Clouds House, auch als Clouds bezeichnet, ist ein ehemaliges Herrenhaus nahe der Ortschaft East Knoyle in der englischen Grafschaft Wiltshire. Das aus dem 19. Jahrhundert stammende Gebäude steht unter Denkmalschutz und ist als Grade II* gelistet.

## Geschichte
Das Anwesen Clouds ist nach John Clouds benannt, der hier im 16. Jahrhundert ein Landhaus bewohnte, das zum Weiler Milton – heute ein Teil von East Knoyle – gehörte. Das Grundstück wurde durch Zusammenlegungen mit anderen Grundstücken oder Verkäufe von Ländereien mehrfach verändert. Zum Anwesen gehörten zwischenzeitlich neben Clouds House auch andere Herrenhäuser und verschiedene Gehöfte. 1551 kaufte John Stephens aus Portsmouth den Besitz, der vermutlich im Auftrag von Robert Goldsborough handelte. Goldsborough ließ anschließend einen repräsentativen Neubau errichten. Danach blieb das Anwesen mehrere Generationen in der Familie, bevor es Augustin Goldsborough 1658 an William Coker aus Frampton verkaufte. Nächster Besitzer wurde 1672 Nathaniel Still, dessen Familie bis 1828 über den Besitz verfügte. Danach ging Clouds an Henry Seymour über, dessen Sohn Alfred hier ein neues Wohnhaus plante. Dieser beauftragte den Architekten Edward Blore mit ersten Entwürfen, die jedoch wegen finanzieller Probleme nicht zur Ausführung kamen. 1876 veräußerte Alfred Seymour das Anwesen an den aus englischem Adel stammenden Percy Scawen Wyndham (1835–1911). Zu dieser Zeit hatte das Grundstück eine Größe von 4207 Acres (etwa 1700 Hektar).
Wyndham ließ das bestehende Gebäude 1881 abreißen und anschließend in der Nähe ein neues Landhaus errichten. Der Neubau entstand nach Plänen von Philip Webb, einem Hauptvertreter der Architektur des Arts and Crafts Movement. Die Baukosten für das 1883 fertiggestellte Wohnhaus betrugen 100.000 Pfund Sterling. Die Familie Wyndham bewohnte das Gebäude ab 1885, auch wenn der Innenausbau erst 1886 abgeschlossen werden konnte. Bereits 1889 gab es durch ein Feuer einen erheblichen Schaden am Gebäude, bei dem ein Großteil der Inneneinrichtung zerstört wurde. Die nachfolgenden Sanierungsarbeiten dauerten bis 1891 und kosteten weitere 40.000 Pfund Sterling. Die Familie Wyndham nutzte Clouds House als Landsitz und veranstaltete hier verschiedene gesellschaftliche Treffen. Neben Feiern mit Freunden, diente ihr Anwesen auch als Treffpunkt der Intellektuellengruppe The Souls. Zu den bekannten Gästen gehörten der Maler Edward Burne-Jones und der spätere Premierminister Arthur Balfour.
Nach dem Tod von Percy Scawen Wyndham erbte sein Sohn George Wyndham das Anwesen. Dieser ließ elektrisches Licht installieren und veranlasste kleinere Umbauten im Haus. Er verstarb 1913 und vermachte es seinem Sohn Percy Lyulph Wyndham, der nur ein Jahr später als Soldat im Ersten Weltkrieg ums Leben kam. Danach erbte dessen Cousin Guy Richard Wyndham das Haus, der es ab 1924 leer stehen ließ. 1936 verkaufte Wyndham das Anwesen für 39.000 Pfund an einen Immobilienentwickler, der das Grundstück aufteilte. Clouds House mit einer verbliebenen Grundstücksgröße von 26 Acres (11 Hektar) ging 1938 in den Besitz von Percy Houghton-Brown über, der am Gebäude zahlreiche Umbauten vornahm.
Das Haus wurde 1944 an die Church of England Incorporated Society for Providing Homes for Waifs and Strays verkauft, einer kirchlichen Einrichtung für obdachlose Kinder. Anschließend erwarb die gemeinnützige Gesellschaft Clouds Estate Trustees das Gebäude und richtete hier ab 1965 eine Schule für verhaltensauffällige Kinder ein. 1983 begründeten Peter und Margaret Ann McCann im Clouds House ein Therapiezentrum für Drogen- und Alkoholabhängige. Seit Mai 2007 wird das Zentrum von der gemeinnützigen Einrichtung Action on Addiction betrieben und steht seit 2012 unter der Schirmherrschaft von Catherine, Duchess of Cambridge.

## Architektur und Ausstattung
Percy Scawen Wyndham gab bei Philip Webb einen Landsitz für seine Familie und Gäste in Auftrag. Der Architekt entwarf ein Gebäude im eklektischen Stil mit Architekturzitaten vom 14. bis zum 18. Jahrhundert. Das Haus hat eine mit Kalkstein verkleidete Fassade und gliedert sich in Sockelgeschoss, zwei Wohnetagen und ein Dachgeschoss mit einem ziegelgedeckten Walmdach. Im Zentrum des Gebäudes befindet sich eine zweigeschossige Wohnhalle, die durch Glasdächer Tageslicht erhält. Um diese Halle gruppieren sich die anderen Räume. Im Hauptgeschoss gab es nach Süden zwei durch Doppeltüren verbundene Salons mit einem auf einer Loggia errichteten vorgelagerten Balkon. Im nördlichen Bereich befanden sich die Versorgungseinrichtungen, der erste Stock war für die Schlafzimmer vorgesehen.
Bei den durch Percy Houghton-Brown in den 1930er Jahren veranlassten Umbauten wurden teilweise Giebel, Erker und hohe Schornsteine entfernt und im nördlichen Bereich das Dachgeschoss ausgebaut. Darüber hinaus ließ er der Eingangsbereich von der Nordseite zur Westseite verlegen. Auch die späteren Besitzer nahmen weitreichende Veränderungen am Gebäude vor. Dennoch sind im Inneren noch viele Elemente der Gestaltung von Philip Webb erhalten geblieben. Hierzu gehören Stuckornamente, Holzvertäfelungen, Wandschränke und Kamine, darunter einige mit Delfter Fliesen.

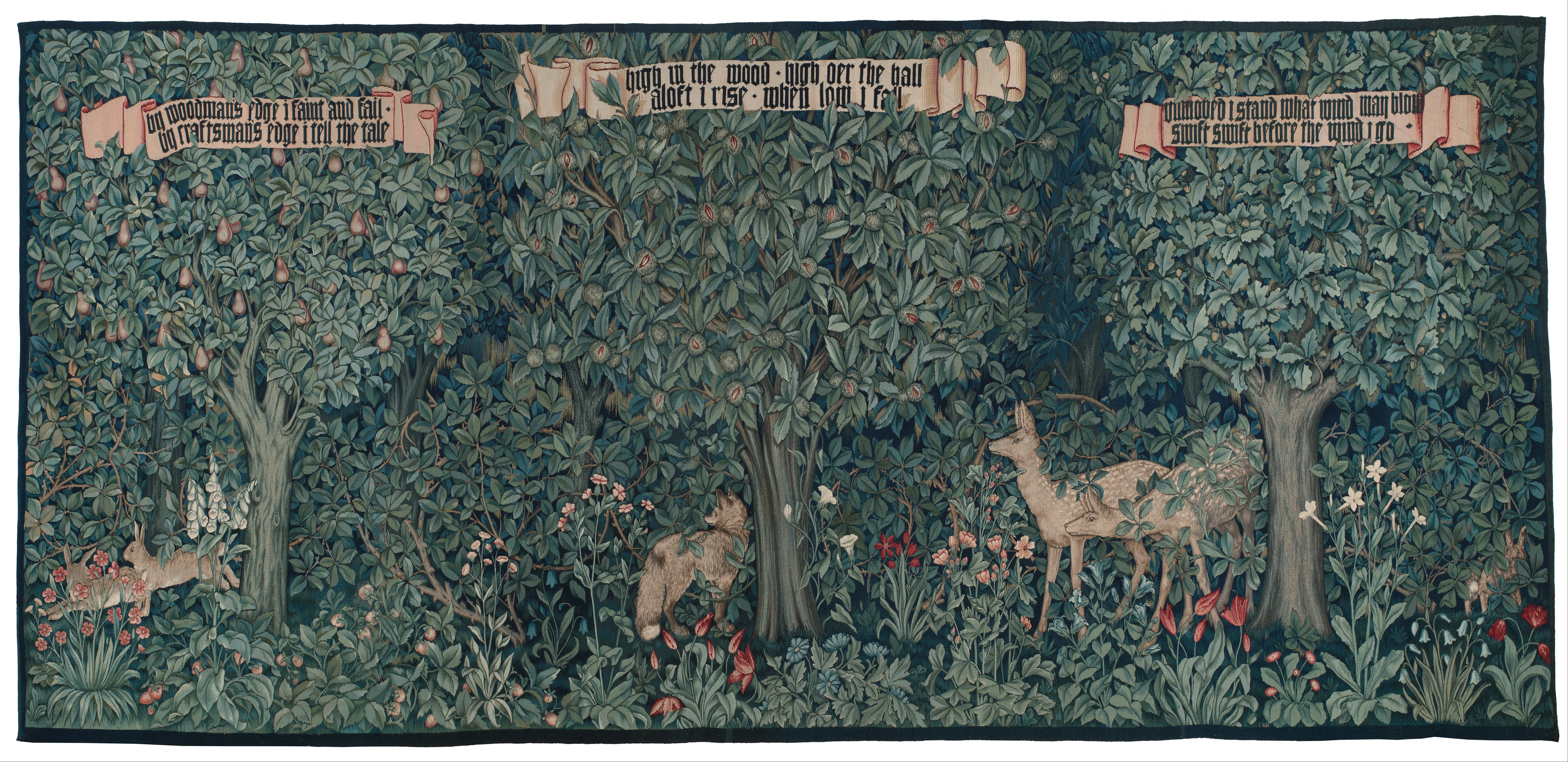
Wandteppich Greenery, nach einem Entwurf von John Henry Dearle, 1892

Die Tapeten und Teppiche von Clouds House wurden überwiegend von William Morris entworfen. Der große Teppich für den Salon, bekannt als Clouds-Carpet, befindet sich heute in der University of Cambridge. Ein von John Henry Dearle für Morris & Co entworfener Wandteppich hing früher in der großen Halle von Clouds House. Heute gehört der Greenery betitelte Teppich zur Sammlung des Museum of Fine Arts, Boston. Ein von Edward Burne-Jones nach einem Mosaik in der römischen Kirche San Paolo dentro le Mura gemaltes Bild The Ascension hing ursprünglich im Treppenhaus von Clouds House und wurde beim Brand 1889 zerstört.